# Bảo tàng Chữ thập đỏ ở Slovakia
Bảo tàng Chữ thập đỏ ở Slovakia (tiếng Slovak: Múzeum Slovenského Červeného kríža) hay tên gọi khác là Bảo tàng SCK là một bảo tàng chuyên ngành của Hội Chữ thập đỏ Slovakia trên phạm vi toàn quốc. Bảo tàng hoạt động dưới sự quản lý của Hội đồng tối cao Hội Chữ thập đỏ Slovakia với tư cách là một tổ chức độc lập.
Nhiệm vụ của bảo tàng là lưu giữ tư liệu, nghiên cứu, bảo tồn, thu thập, giải thích và tổ chức triển lãm các hiện vật, chủ đề quan trọng về lịch sử của Hội Chữ thập đỏ và lịch sử nhân đạo trên lãnh thổ Cộng hòa Slovakia ngày nay. Đây cũng là kho lưu trữ tư liệu lớn nhất về lịch sử nhân đạo của Slovakia.

## Lịch sử
Vào năm 2000, Cơ quan tối cao của Hội Chữ thập đỏ Slovakia đã giao cho Tiến sĩ Zora Mintalová - Zubercová thành lập Bảo tàng Chữ thập đỏ Slovakia. Ngày 1 tháng 2 năm 2000, bảo tàng chính thức được thành lập và ngay sau đó vào ngày 24 tháng 2 năm 2000, cuộc triển lãm đầu tiên mang nhân dịp khai trương bảo tàng mang tên "Chữ thập đỏ tại thời bình và thời chiến" đã được tổ chức một cách trọng thể.
Bảo tàng có trụ sở tại tòa nhà của Hội Chữ thập đỏ mà trước đây là trạm phát thuốc tại Thành phố Martin, Slovakia. Người ta chọn thị trấn Martin làm trụ sở của Bảo tàng Chữ thập đỏ Slovakia, vì nơi đây có truyền thống Chữ thập đỏ rất lâu đời. Năm 1924 - 1938, thành phố Martin trở thành trụ sở sư đoàn Slovakia của Hội Chữ thập đỏ Tiệp Khắc. Thành quả đạt được chủ yếu nhờ vào công lao của Tiến sĩ Alica Masaryková, chủ tịch đầu tiên của Hội Chữ thập đỏ Tiệp Khắc (CSRC). Nữ tiến sĩ đã tổ chức rất nhiều hoạt động Chữ thập đỏ trên toàn quốc: phong trào vệ sinh, điều dưỡng, viện trợ nhân đạo, hoạt động của các thành viên trẻ trong Hội Chữ thập đỏ Tiệp Khắc và nhiều hoạt động khác nữa. Bảo tàng ghi chép kỹ lưỡng và triển lãm các hoạt động lịch sử của Hội Chữ thập đỏ ở Slovakia đến với công chúng.

## Hoạt động
Với những kết quả to lớn trong các hoạt động nghiên cứu và khoa học của mình, bảo tàng tổ chức thường xuyên 2 đến 3 triển lãm mỗi năm. Bảo tàng SCK cung cấp các bài giảng chuyên biệt về luật nhân đạo quốc tế cho các trường học và các tổ chức khác thông qua chương trình nâng cao nhận thức. Với mục đích là dạy cho học sinh những nguyên tắc nhân đạo cơ bản và thúc đẩy chủ nghĩa nhân văn trong thế hệ trẻ. Các tài liệu của kho lưu trữ bảo tàng cũng được cung cấp cho các nhà nghiên cứu và sinh viên để chuẩn bị cho các dự án, hội thảo hoặc luận án của họ.
Vào năm 2006, bảo tàng SCK đã tổ chức một hội nghị khoa học quốc tế "Červený Kríž, Alica G. Masaryková a Slovensko" dưới sự bảo trợ của Đệ nhất phu nhân Cộng hòa Slovakia, Mrs. Silvia Gašparovičová. Hội nghị này diễn ra tại Viện Milan Rastislav Štefánik ở Thành phố Martin. Tổng cộng 97 diễn giả được mời, họ đều là những người có nhiều đóng góp to lớn trong lĩnh vực nhân đạo, nổi bật nhất là Nữ bá tước Limerick, Sylvia, CBE; Tiến sĩ Marie L. Neudorflova từ Học viện Khoa học Séc, Tiến sĩ Bohumila Ferenčuhová từ Học viện Khoa học Slovakia, v.v.

### Ấn phẩm
- Chữ thập đỏ ở Slovakia trong những năm 1919-1938,ISBN 80-969221-9-X.
- Chữ thập đỏ ở Slovakia trong những năm 1939-1947,ISBN 80-89208-03-7.
- Otázky a odpovede o Medzinárodnom hnutí Červeného kríža a Červeného polmesiaca - Hỏi và Đáp về Chữ thập đỏ Quốc tế và Trăng lưỡi liềm đỏ,ISBN 80-07-01458-6
- Chữ thập đỏ, Alica G. Masaryková và Slovakia,ISBN 80-969550-8-X